# Eurocom
Eurocom (oorspronkelijk Eurocom Entertainment Software) was een computerspelontwikkelaar gevestigd in het Britse Derby. Het werd in oktober 1988 opgericht door Mat Sneap, Chris Shrigley, Hugh Binns, Tim Rogers and Neil Baldwin. In eerste instantie ontwikkelde het bedrijf spellen voor de Nintendo Entertainment System (NES). Later richtte het zich ook op de markt van draagbare spelcomputers en andere spelcomputers.
Het bedrijf porteerde ook diverse arcadespellen naar consoles en nam later licenties op beroemde films om met die verhaallijnen en personages spellen te ontwikkelen waaronder Pirates of the Caribbean: At World's End, Ice Age 2: The Meltdown, Batman Begins en enkele spellen gebaseerd op James Bond.
Op 23 november 2012 werd het bedrijf grondig geherstructureerd waardoor 75% van het personeel werd ontslagen, zodat er nog zo'n 50 werknemers in dienst bleven. Op 6 december 2012 ging het bedrijf bankroet.

## Ontwikkelde spellen

### 1990
- Magician (NES) (1991)
- James Bond Jr. (NES, SNES) (1991)
- Lethal Weapon (NES, Game Boy) (1992)
- Rod Land (Game Boy) (1992)
- Tesserae (PC, Game Boy, Game Gear) (1993)
- Sensible Soccer: European Champions: 92/93 Edition (Game Gear) (1993)
- Stone Protectors (SNES) (1994)
- Dino Dini's Soccer (SNES) (1994)
- Brutal: Paws of Fury (SNES) (1994)
- Disney's The Jungle Book (Mega Drive/Genesis, NES, SNES) (1994)
- Family Feud (PC, 3DO, Mega Drive/Genesis) (1994)
- Dropzone (SNES) (1994)
- Earthworm Jim (Game Boy, Game Gear) (1995)
- Super Street Fighter II Turbo (PC) (1995)
- Spot Goes To Hollywood (Mega Drive/Genesis) (1995)
- Mortal Kombat 3 (PlayStation, Saturn) (1996)
- Ultimate Mortal Kombat 3 (PlayStation, Saturn) (1996)
- Donald in Maui Mallard (SNES) (1996)
- Cruis'n World (N64) (1997)
- Disney's Action Game Featuring Hercules (PlayStation, Windows) (1997)
- War Gods (N64, PlayStation) (1997)
- Duke Nukem 64 (N64) (1997)
- Machine Hunter (PlayStation, PC) (1997)
- Mortal Kombat 4 (N64, PlayStation, PC) (1998)
- Disney's Tarzan (PlayStation, PC, N64) (1999)
- Duke Nukem: Zero Hour (N64) (1999)
- NBA Showtime: NBA on NBC (N64, PlayStation) (1999)
- Hydro Thunder (N64, Dreamcast, PC) (1999)
- Mortal Kombat Gold (Dreamcast) (1999)
- 40 Winks (N64, PlayStation) (1999)
- The New Addams Family Electric Shock Machine (Arcade strength tester machine) (1999)

### 2000
- Who Wants to Be a Millionaire? (Game Boy Color) (2000)
- The World Is Not Enough (N64) (2000)
- Crash Bash (PlayStation) (2000)
- NBA Hoopz (PlayStation, PlayStation 2, Dreamcast) (2001)
- Atlantis: The Lost Empire (Game Boy Color, PlayStation) (2001)
- Crash Bandicoot: The Wrath of Cortex (Nintendo GameCube) (2002)
- Rugrats: I Gotta Go Party (Game Boy Advance) (2002)
- James Bond 007: Nightfire (Nintendo GameCube, PlayStation 2, Xbox) (2002)
- Harry Potter and the Chamber of Secrets (Nintendo GameCube, Xbox, Game Boy Advance, PlayStation 2) (2002)
- Buffy the Vampire Slayer: Chaos Bleeds (Nintendo GameCube, PlayStation 2, Xbox) (2003)
- Sphinx and the Cursed Mummy (Nintendo GameCube, PlayStation 2, Xbox) (2003)
- Athens 2004 (PlayStation 2) (2004)
- Spyro: A Hero's Tail (Nintendo GameCube, PlayStation 2, Xbox) (2004)
- Robots (PlayStation 2, Xbox, Nintendo GameCube, PC) (2005)
- Predator: Concrete Jungle (PlayStation 2, Xbox) (2005)
- Batman Begins (Nintendo GameCube, PlayStation 2, Xbox) (2005)
- Ice Age 2: The Meltdown (Nintendo GameCube, PlayStation 2, Xbox, PC, Wii) (2006)
- Pirates of the Caribbean: At World's End (Xbox360, PlayStation 3, Wii, PlayStation 2, PSP, PC) (2007)
- Beijing 2008 (PlayStation 3, Xbox 360, PC)  (2008)
- The Mummy: Tomb of the Dragon Emperor (DS, PlayStation 2, Wii) (2008)
- Quantum of Solace (PlayStation 2) (2008)
- Ice Age: Dawn of the Dinosaurs (PlayStation 3, Xbox 360, Wii, PS2, PC) (2009)
- G-Force (PlayStation 3, Xbox 360, Wii, PS2, PC) (2009)
- Dead Space: Extraction (Wii) (2009)

### 2010
- Vancouver 2010 (PlayStation 3, Xbox 360, PC) (2010)
- GoldenEye 007 (Wii) (2010)
- Rio (PlayStation 3, Xbox 360, Wii) (2011)
- Disney Universe (PlayStation 3, Xbox 360, Wii, PC) (2011)
- GoldenEye 007: Reloaded (PlayStation 3, Xbox 360) (2011)
- 007 Legends (PlayStation 3, Xbox 360, Wii U, PC) (2012)